# Phố Hàng Bút
Phố Hàng Bút nằm trong khu vực phố cổ Hà Nội. Thời kì thuộc Pháp vào cuối thế kỉ XIX phố có tên tiếng Pháp là Combanère (Rue Combanère), chuyên bán giấy vở, bút mực, bút lông cho học sinh. Từ sau năm 1945 phố chính thức mang tên Hàng Bút.

## Vị trí
Phố Hàng Bút hiện nay thuộc phường Hàng Bồ, quận Hoàn Kiếm, thành phố Hà Nội. Phố dài khoảng 68 m theo hướng Đông - Tây. Đầu phố phía Đông là ngã ba giao với phố Thuốc Bắc. Đầu phố phía Tây giao với các phố Bát Sứ. Phố nằm ở vị trí cách Hồ Hoàn Kiếm 0,6 km về phía Tây Bắc và cách chợ Đồng Xuân 0,4 km về phía Tây Nam.

## Lịch sử
Đoạn phố Hàng Bút ngày nay nguyên là phần đất thôn Đông Thành, tổng Tiền Túc (sau đổi là tổng Thuận Mỹ), huyện Thọ Xương cũ. Thời Pháp, phố Hàng Bút gồm có 2 phố là phố Combanère (rue Cambanère) và phố Hàng Mụn (rue des Chiffons), năm 1945 đổi thành phố và ngõ Hàng Bút, năm 1949 đổi thành phố Hàng Bút nhưng đã bị gộp vào phố Thuốc Bắc – tức đoạn cuối phố Thuốc Bắc, giáp phố Hàng Bồ và phố Hàng Thiếc.